# Håvard Lie
Håvard Lie (* 21. Mai 1975 in Orkdal) ist ein ehemaliger norwegischer Skispringer.

## Werdegang
Lie, der für den Verein Byåsen IL startet, bestritt sein erstes Weltcup-Springen am 3. Dezember 1995 in Lillehammer. Er beendete das Springen auf der Großschanze auf dem 36. Platz und verpasste damit nur knapp die Punkteränge. Auch in den folgenden Weltcups blieb er glücklos und konnte erst am 8. Februar 1997 beim Skifliegen am Kulm erste Weltcup-Punkte sammeln. Nachdem er bereits im ersten Skifliegen auf den 14. Platz kam, beendete er das zweite Fliegen auf dem 9. Platz. Bei der zwei Wochen später stattfindenden Nordischen Skiweltmeisterschaft 1997 in Trondheim konnte er auf der Normalschanze den 28. Platz und auf der Großschanze den 9. Platz erreichen. Im Teamspringen gelang ihm gemeinsam mit Roar Ljøkelsøy, Espen Bredesen und Lasse Ottesen der 5. Platz. Nur knapp eine Woche nach der Weltmeisterschaft konnte er mit dem Team in Lahti erstmals aufs Podium steigen und beendete das Springen auf dem 3. Platz. Er konnte im Anschluss an diesen Erfolg noch mehrere Top-10-Platzierungen im Weltcup erreichen und beendete die Weltcup-Saison 1996/97 auf dem 28. Platz in der Gesamtwertung. Bei den Norwegischen Meisterschaften 1997 in Mo i Rana konnte er hinter Lasse Ottesen und Espen Bredesen die Bronzemedaille auf der Großschanze gewinnen. Die folgende Weltcup-Saison 1997/98 verlief nicht so erfolgreich wie die Vorsaison. So konnte er nur insgesamt zwei Mal in die Punkteränge springen. Nach der Saison legte er deshalb für 2 Jahre eine internationale Wettkampfpause ein. Bei den Norwegischen Meisterschaften 1998 hingegen konnte er im Teamspringen auf der Großschanze in Trondheim die Goldmedaille gewinnen.
Nach zwei Jahren Wettkampfpause bestritt Lie am 4. März 2000 in Lahti erneut einen Weltcup und scheiterte mit Platz 31 erneut nur knapp an den Punkterängen. Erst in der Weltcup-Saison 2000/01 konnte er im Skifliegen in Harrachov nochmals einen Punkterang erreichen und beendete das Springen auf Platz 29. Zum Saisonabschluss in Trondheim konnte er sogar noch einmal mit Platz 19 in die Top 20 springen. Trotz dessen wurde er zur Saison 2001/02 in den Continental Cup (COC) versetzt. Seine beste Platzierung, die er hier erreichen konnte, war ein 5. Platz auf der Großschanze in Planica am 12. Januar 2003. Auf nationaler Ebene gewann Lie den Norges Cup 2002/03. Nachdem jedoch auch im Continental Cup Erfolge ausblieben und er bei Weltcup-Springen, zu denen er zwischenzeitlich nominiert worden war, ohne Punkte blieb, beendete er nach dem Springen in Braunlage am 25. Januar 2004 seine aktive Skispringerkarriere.
Aktuell betreut er als Co-Trainer das Elite-Team vom Team Trønderhopp in Trondheim.

## Erfolge

### Continental-Cup-Siege im Einzel
| Nr. | Datum        | Ort           | Typ             |
| --- | ------------ | ------------- | --------------- |
| 01. | 2. März 1996 | Paradiskullen | Normalschanze 1 |

## Statistik

### Weltcup-Platzierungen
| Saison  | Platz | Punkte |
| ------- | ----- | ------ |
| 1996/97 | 28.   | 160    |
| 1997/98 | 76.   | 010    |
| 2000/01 | 66.   | 014    |

### Schanzenrekorde
| Ort  | Land     | Weite               | aufgestellt am | Rekord bis |
| ---- | -------- | ------------------- | -------------- | ---------- |
| Oslo | Norwegen | 127,0 m (HS: 134 m) | 1997           | 1999       |